# 大德意志人民黨
大德意志人民黨（德語：Die Großdeutsche Volkspartei），奧地利第一共和國時期（1918年─1934年）的一个政黨，於1920年8月在薩爾茲堡成立，隨後建立了17個黨部。該黨系由大德意志聯合會（Großdeutschen Vereinigung）演變而來。大德意志聯合會1919年由法蘭茲丁霍夫（Franz Dinghofer）聯合部份日爾曼民族主義及日爾曼自由主義議員組成。該黨成立後，成員主體為高級政府官員及大學教師。

## 歷史
大德意志人民黨是「日爾曼民族運動」的繼承者。該黨在許多方面傳承了「泛德意志運動」及其組織。其被認定為奧地利民族自由主義政黨。大德意志人民黨堅定支持同德國合併，並且是大多數支持合併的奧地利居民的代言人，因此該黨堅決反對聖日爾曼和平協議（Friedensvertrags von Saint-Germain-en-Laye）。此外，該黨奉行反猶太主義路線並反對唯物主義、教權主義，顯示出國家社會主義傾向。
該黨選定「黑－紅－黃」為黨派代表顏色，並於1920年至1932年間參與執政：1921年至1932年同基督社會黨聯合執政，並於1922年─1927年間佔據副總理職位。在該黨失去執政地位後，很多成員轉投保安團（Heimwehr）以及奧地利國家社會主義工人黨（Nationalsozialisten）。1933年同奧地利國家社會主義工人黨（NSDAP）結成選舉同盟。1934年，由於等級制國家體系建立，除執政的祖國前線黨外，奧地利全部政黨被解散。1938年奧地利同納粹德國合併之後，大德意志人民黨成員均加入國家社會主義工人黨（NSDAP）。
1945年，前大德意志人民黨成員發起組成了許多新的政治組織，其中的「無黨聯盟」（Verband der Unabhängigen）後來演變為奧地利自由黨。
1. ↑  . Austria-Forum.org. Graz University of Technology.   [28 January 2021]. （原始内容存档于2021-02-03）.